# Ronde van Spanje 2007/Elfde etappe
De elfde etappe van de Ronde van Spanje 2007 vond plaats op 12 september 2007 en voerde van Oropesa del Mar naar Algemesí in de provincie Valencia. De etappe was 191 kilometer lang. Er waren twee tussensprints en twee beklimmingen: een van de tweede en een van de derde categorie.

## Verslag
De etappe verliep ongeveer gelijk aan de eerdere vlakke etappes. Na acht kilometer in koers ontsnapten twee Spanjaarden, Raúl García de Mateo en José Antonio Lopez. Ze bouwden al snel een ruime voorsprong op het peloton op. Na 33 kilometer werd de maximale voorsprong bereikt: bijna zes minuten. Hierna liep de marge iets terug, om tussen de vier en vijf minuten te blijven hangen. Vanaf zo'n 70 kilometer voor het einde werd de voorsprong steeds kleiner. Op zeven kilometer van de finish, na een vlucht van 176 kilometer, werden García de Mateo en Lopez ingelopen.
In de laatste kilometers voor de meet bepaalden de ploegen Team Milram en Quick·Step het tempo. De Italiaanse sprinter Alessandro Petacchi van Milram won zijn eerste etappe in de Ronde van Spanje 2007, voor Paolo Bettini van Quick·Step en zijn ploeggenoot Erik Zabel. Leonardo Piepoli kwam met 28 seconden achterstand over de finish en zakte daardoor van de negende naar de tiende plek in het algemeen klassement.

### Tussensprints
- Eerste tussensprint in Benicàssim, na 6 km: José Antonio Lopez
- Tweede tussensprint in Montroi, na 159 km: José Antonio Lopez

### Beklimmingen
- Puerto del Marianet (3e), na 58 km: Raúl García de Mateo
- Alto de Chirivilla (2e), na 90 km: Raúl García de Mateo

### Opgaves
Er waren geen opgaves.

## Uitslag
| rang | renner              | land        | ploeg                 | tijd      |
| ---- | ------------------- | ----------- | --------------------- | --------- |
| 1    | Alessandro Petacchi | Italië      | Team Milram           | 4u 45'34" |
| 2    | Paolo Bettini       | Italië      | Quick·Step-Innergetic | z.t.      |
| 3    | Erik Zabel          | Duitsland   | Team Milram           | z.t.      |
| 4    | André Greipel       | Duitsland   | T-Mobile Team         | z.t.      |
| 5    | Carlos Da Cruz      | Frankrijk   | La Française des Jeux | z.t.      |
| 6    | Leonardo Duque      | Colombia    | Cofidis               | z.t.      |
| 7    | Allan Davis         | Australië   | Discovery Channel     | z.t.      |
| 8    | Daniele Bennati     | Italië      | Lampre-Fondital       | z.t.      |
| 9    | Aljaksandr Oesaw    | Wit-Rusland | Ag2r Prévoyance       | z.t.      |
| 10   | Alessandro Vanotti  | Italië      | Liquigas              | z.t.      |

## Klassementen

### Algemeen klassement
| rang | renner            | land      | ploeg             | tijd       |
| ---- | ----------------- | --------- | ----------------- | ---------- |
| 1    | Denis Mensjov     | Rusland   | Rabobank          | 44u 27'25" |
| 2    | Vladimir Jefimkin | Rusland   | Caisse d'Epargne  | op 2'01"   |
| 3    | Cadel Evans       | Australië | Predictor-Lotto   | op 2'27"   |
| 4    | Carlos Sastre     | Spanje    | Team CSC          | op 3'02"   |
| 5    | Ezequiel Mosquera | Spanje    | Karpin-Galicia    | op 4'35"   |
| 6    | Samuel Sánchez    | Spanje    | Euskaltel-Euskadi | op 4'42"   |
| 7    | Vladimir Karpets  | Rusland   | Caisse d'Epargne  | op 5'49"   |
| 8    | Manuel Beltrán    | Spanje    | Liquigas          | op 5'56"   |
| 9    | Stijn Devolder    | België    | Discovery Channel | op 6'28"   |
| 10   | Leonardo Piepoli  | Italië    | Saunier Duval     | op 6'34"   |

### Puntenklassement
| rang | renner        | land      | ploeg                 | punten |
| ---- | ------------- | --------- | --------------------- | ------ |
| 1    | Paolo Bettini | Italië    | Quick·Step-Innergetic | 101    |
| 2    | Denis Mensjov | Rusland   | Rabobank              | 76     |
| 3    | Erik Zabel    | Duitsland | Team Milram           | 75     |

### Bergklassement
| rang | renner           | land    | ploeg                | punten |
| ---- | ---------------- | ------- | -------------------- | ------ |
| 1    | Leonardo Piepoli | Italië  | Saunier Duval-Prodir | 72     |
| 2    | Denis Mensjov    | Rusland | Rabobank             | 71     |
| 3    | Serafín Martínez | Spanje  | Karpin-Galicia       | 70     |

### Combinatieklassement
| rang | renner            | land    | ploeg                | punten |
| ---- | ----------------- | ------- | -------------------- | ------ |
| 1    | Denis Mensjov     | Rusland | Rabobank             | 5      |
| 2    | Leonardo Piepoli  | Italië  | Saunier Duval-Prodir | 17     |
| 3    | Vladimir Jefimkin | Rusland | Caisse d'Epargne     | 18     |

### Ploegenklassement
| rang | ploeg             | land   | teammanager | tijd        |
| ---- | ----------------- | ------ | ----------- | ----------- |
| 1    | Caisse d'Epargne  | Spanje |             | 133u 40'18" |
| 2    | Predictor-Lotto   | België |             | op 7'55"    |
| 3    | Euskaltel-Euskadi | Spanje |             | op 8'58"    |

1e etappe ·
2e etappe ·
3e etappe ·
4e etappe ·
5e etappe ·
6e etappe ·
7e etappe ·
8e etappe ·
9e etappe ·
10e etappe ·
11e etappe ·
12e etappe ·
13e etappe ·
14e etappe ·
15e etappe ·
16e etappe ·
17e etappe ·
18e etappe ·
19e etappe ·
20e etappe ·
21e etappe

Startlijst · Eindstanden · Afbeeldingen